# Weme (Konye)
Weme est un village du Cameroun situé dans la Région du Sud-Ouest et le département de la Meme. Il fait partie de la commune de Konye.

## Population
Lors du recensement de 2005, la population s'élevait à 832 personnes.